# Geertgen tot Sint Jans
Geertgen tot Sint Jans, vlastním jménem Geertgen van Haarlem (c. 1460, Leyden - před 1495, Haarlem) byl nizozemský raně renesanční malíř. Celý život prožil jako laik v haarlemském klášteře Bratrstva sv. Jana a odtud pochází jeho přezdívka, která znamená Malý Gerhard od sv. Jana.

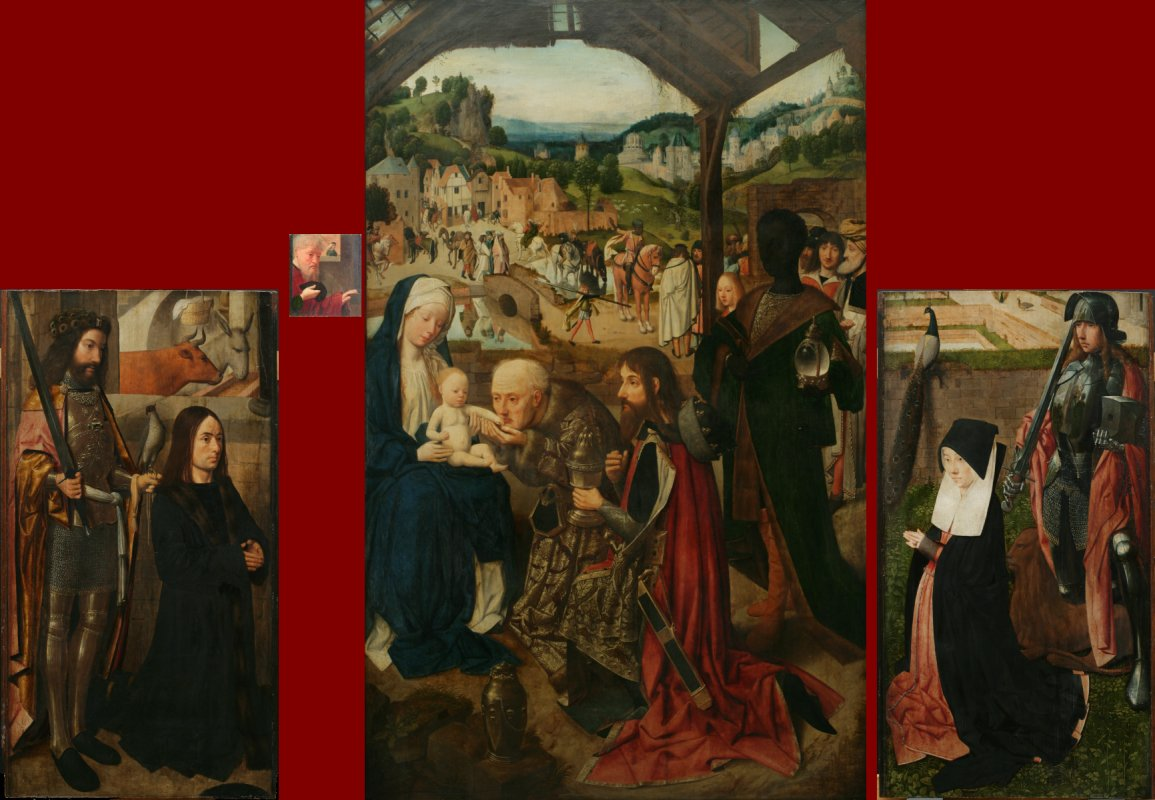
Tříkrálový triptych: Klanění tří králů, sv. Bavo s donátorem, sv. Hadrián s donátorkou (kolem 1490), Národní galerie v Praze

## Život
O malířově raném životě není nic známo, ale jako místo narození se obvykle uvádí Leyden, který patřil k Burgundskému Nizozemí a byl součástí Svaté říše římské. Na rytině Oplakávání Krista od Jacoba Mathama z roku 1620 je autor předlohy uváděn jako Gerardus van Leydanus ("Cum privil. Sa Cae. M. – Gerardus Leydanus Pictor ad S. Ia Bapt. Harlemi pinxit"). Mráz a Mrázová soudí, že Geertgen se nejprve školil v dílně některého benátského miniaturisty. Karel van Mander uvádí, že byl žákem Alberta van Ouwatera. Životopis umělce psal až sto let po jeho smrti a v dataci se dopouští nepřesností. Tovaryšská léta Geertgena se datují přibližně do let 1475-1480 a patrně je strávil v Bruggách ve Flandrech.
Zjevně chybné datování díla se týká jeho triptychu s Ukřižováním pro klášter Johanitů, který měl být poničen za španělského obléhání Haarlemu v roce 1473. Vyplývá z toho, že by ho malíř vytvořil ve 13 letech. Oltář byl ale vytvořen později a rozebrán až během reformace v letech 1484 až 1490. Zachovalo se z něj pouze pravé oboustranně malované křídlo, které bylo později rozděleno na dvě desky: Oplakávání Krista, Legenda o ostatcích sv. Jana Křtitele (1484 - 1490, Kunsthistorisches Museum, Vídeň). Geertgen tot Sint Jans zemřel velmi mladý, pravděpodobně ve věku 28 let. Anonymní portrét umělce ve Wikimedia Commons pochází až ze 17. století a nezachycuje jeho skutečnou podobu.

## Dílo
Za první dílo, připisované Geertgenu tot Sint Jans se považuje Kristovo příbuzenstvo (1480). V raných obrazech přejímá kompoziční schéma i figurální typy od Ouwatera, ale překonává ho přirozenějším postojem postav, dokonalejším spojením s prostorem a vyvinutým smyslem pro světelné jevy. Jeho figury jsou štíhlé, s oválnými hlavami, jejichž tvar patrně ovlivnilo řezbářství. Jako první z nizozemských malířů zobrazil Narození Krista jako noční výjev, kde nadpřirozené světlo vychází z Ježíška a anděla zvěstujícího pastýřům v pozadí.
Obrazy z pozdějšího období prozrazují obeznámenost s díly Huga van der Goes a Rogiera van der Weyden, ale odlišují se upřímností a prostotou. Na obrazu Legendy o ostatcích sv. Jana Křtitele vedou křivky potůčku zvlněnou krajinou do listnatého lesa a krajina plynule přechází do kopců a hor na vzdáleném obzoru. Je zde také první známý skupinový portrét v nizozemském malířství, kde jsou zachyceni členové klášterní komunity Bratrstva sv. Jana. V obrazech s Klaněním tří králů (Rijksmuseum, Národní galerie v Praze) se mu podařilo dokonale začlenit hlavní výjev do krajiny v pozadí. Pražský obraz vyniká půvabem mladistvé Panny Marie a tichou, veškerého patosu zbavenou lyričností výjevu. Vřelost i něha je patrná z opatrného gesta, jímž klečící mág uchopuje ručku dítěte. Malba obsahuje řadu drobných detailů, jako koně pijícího z řeky, které mu dávají věrohodnost.

### Známá díla

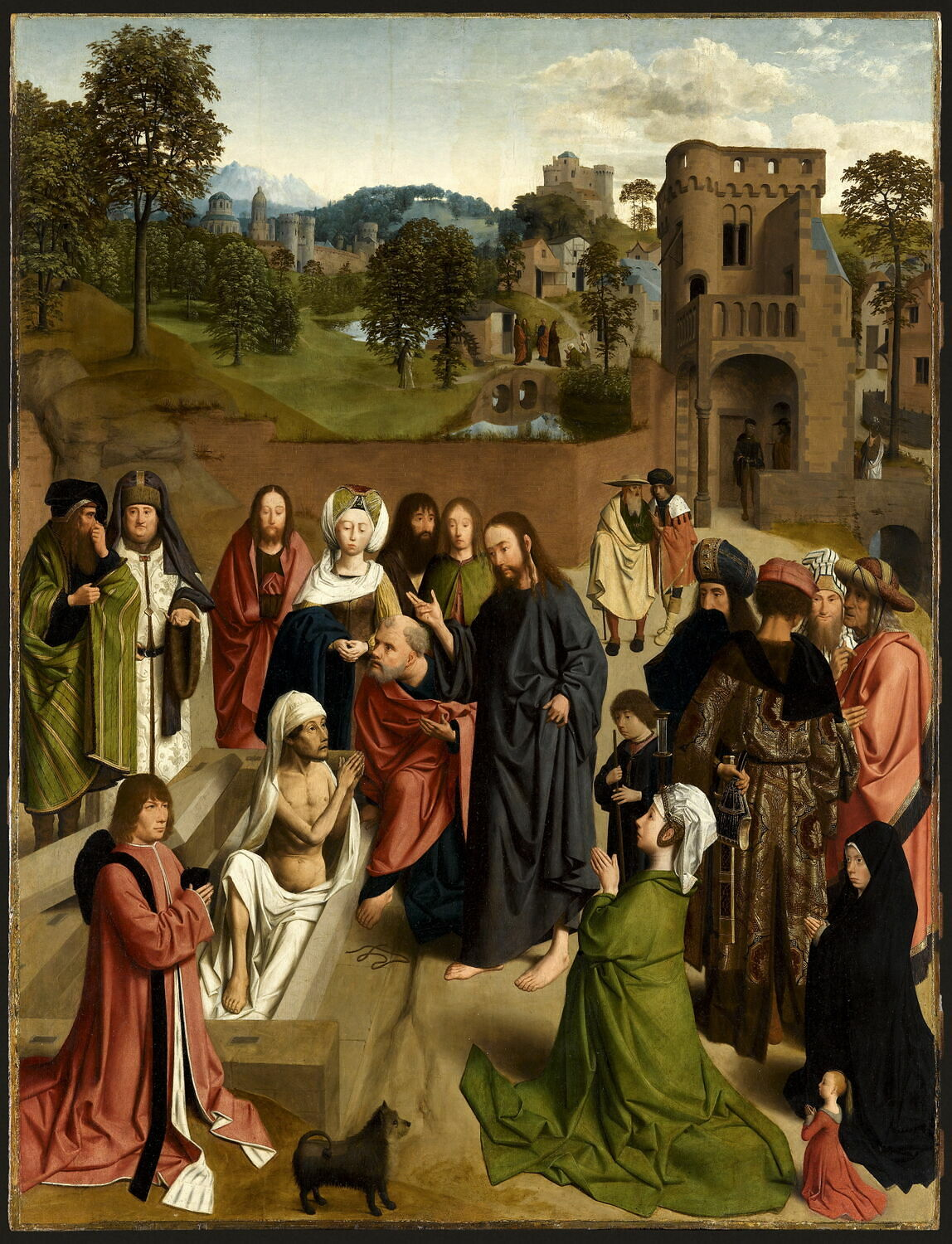
Vzkříšení Lazara (1480), Louvre
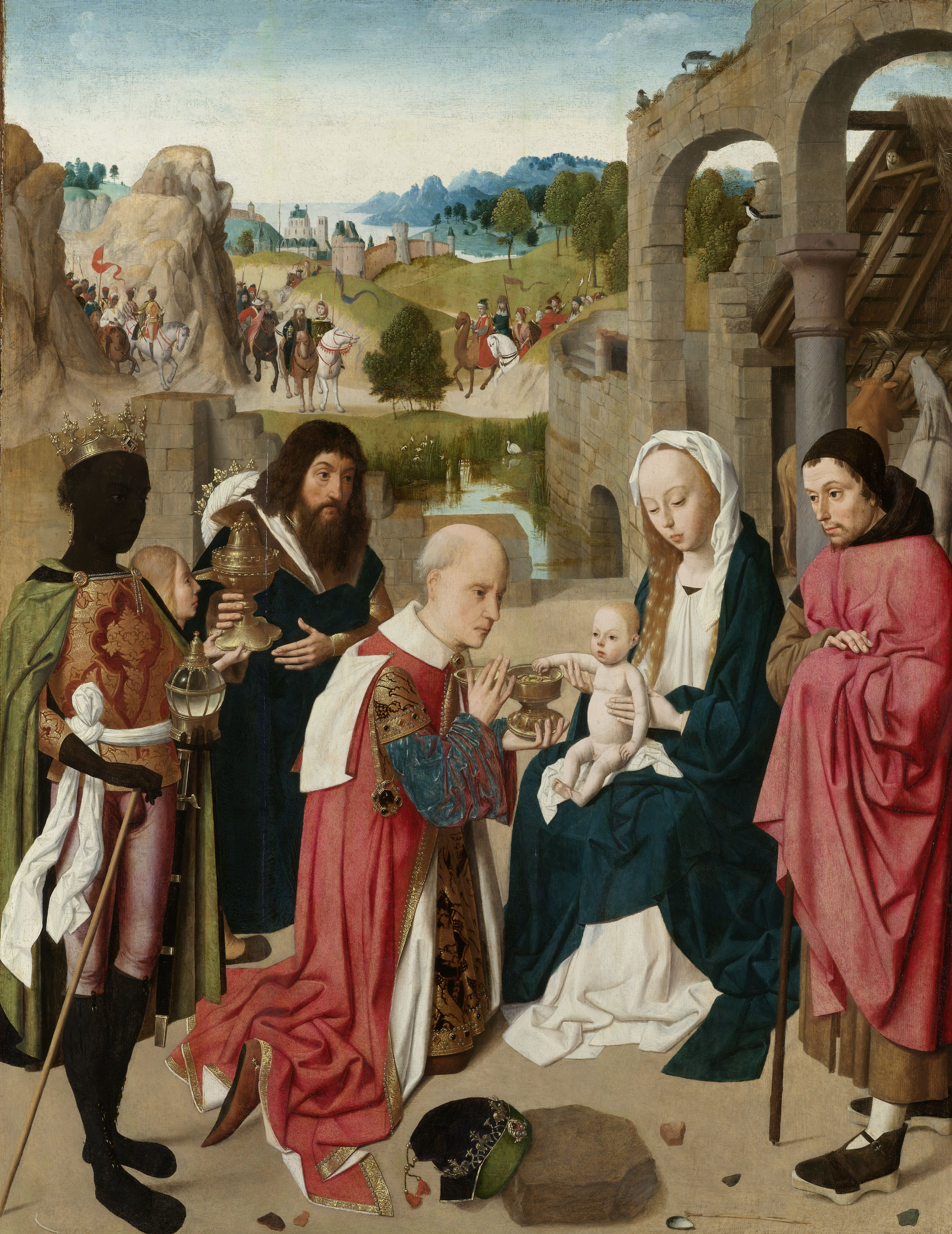
Klanění tří králů (1480-1485), Rijksmuseum
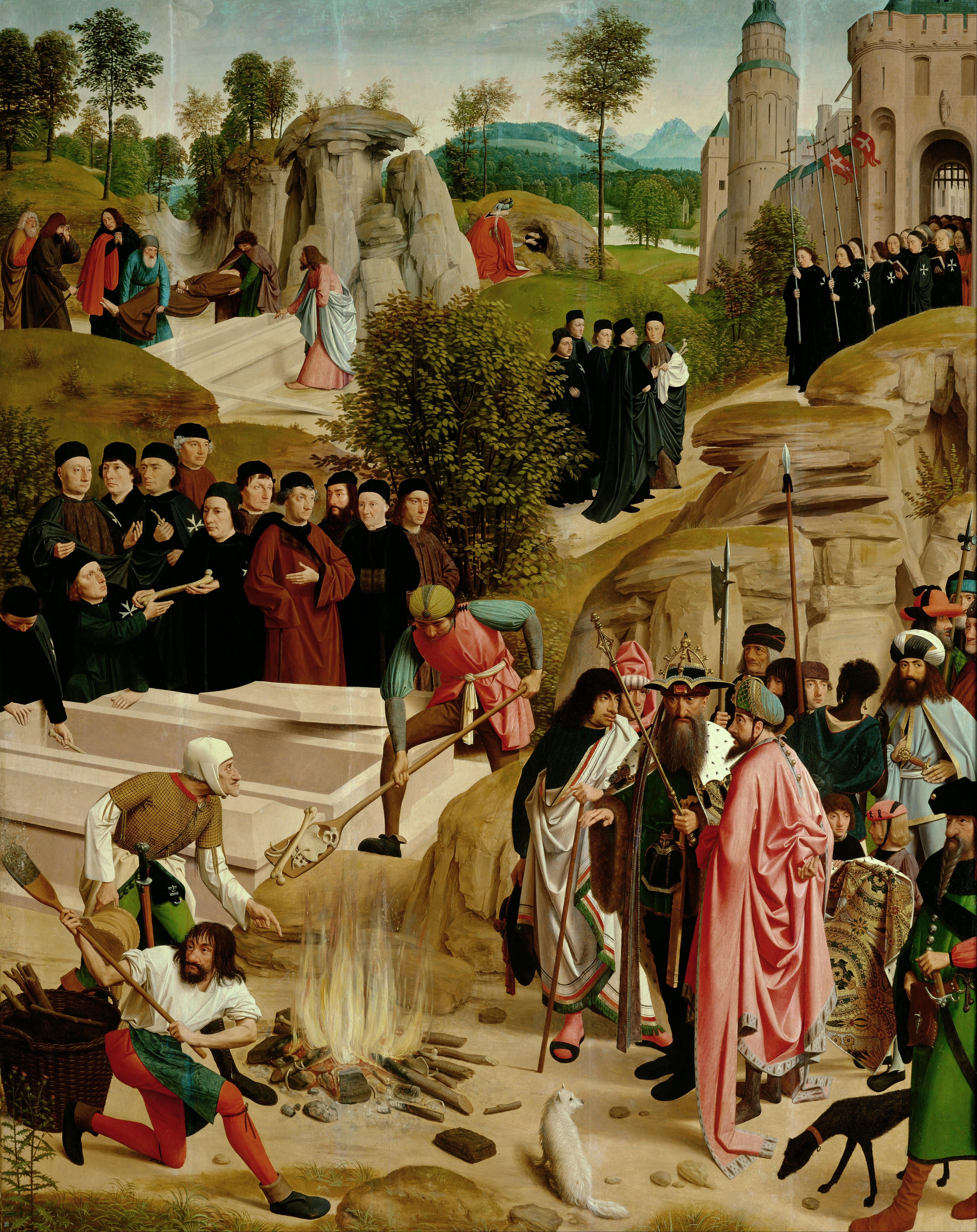
Legenda o ostatcích sv. Jana Křtitele (1484-1490) - Google Art Project
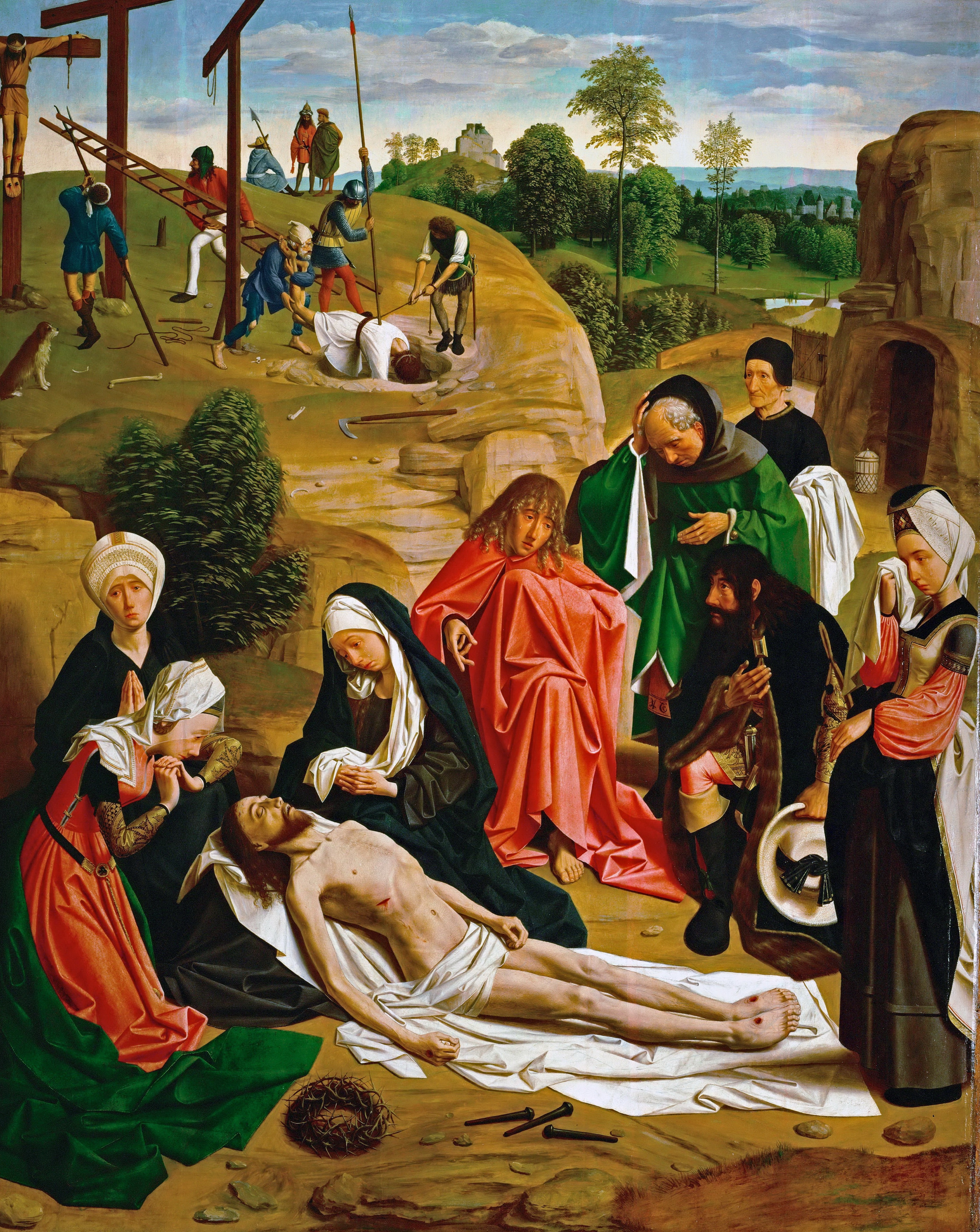
Oplakávání Krista (kolem 1484), Kunsthistorisches Museum Vídeň
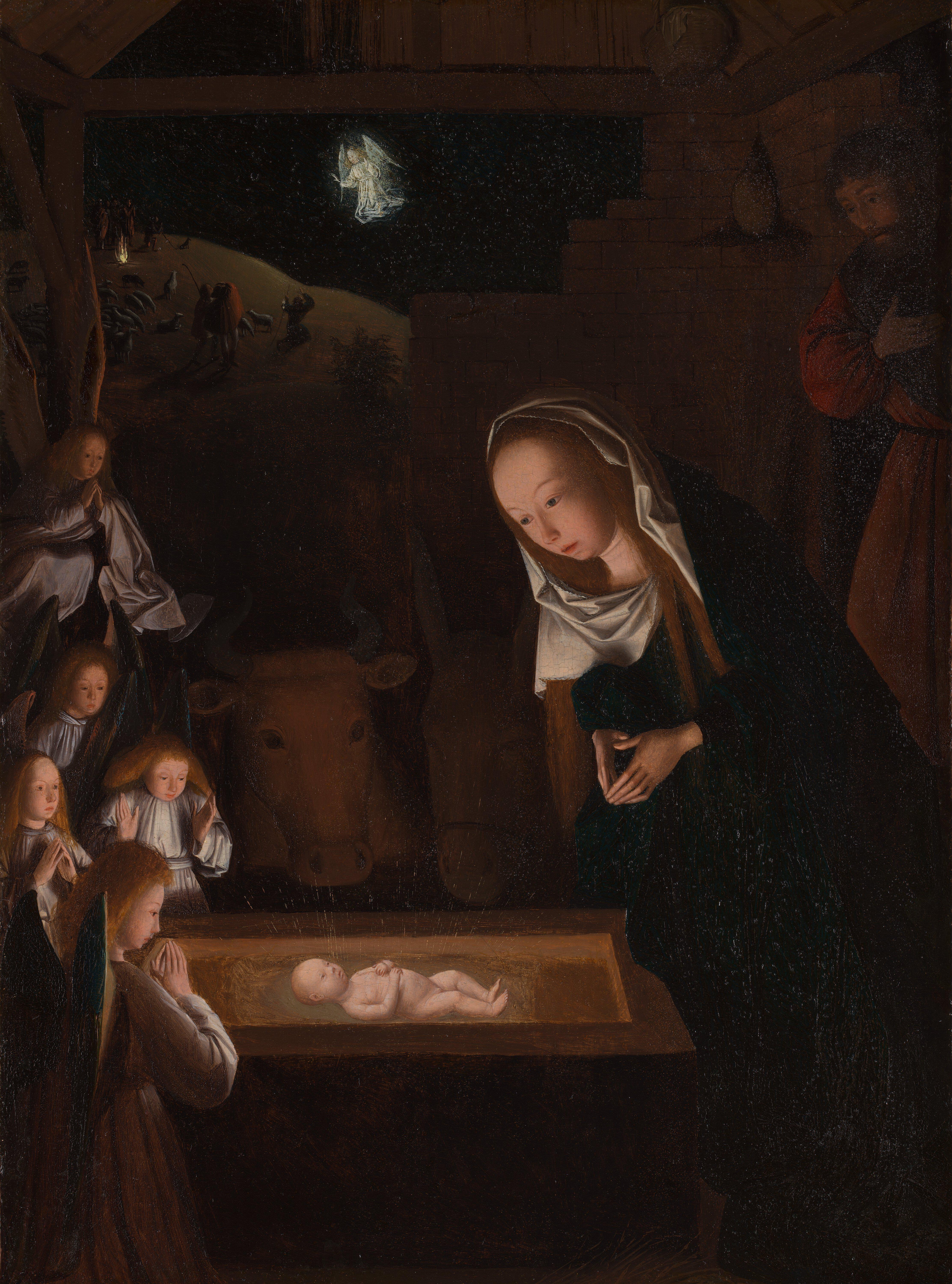
Narození Ježíška (1484-1490), National Gallery, Londýn
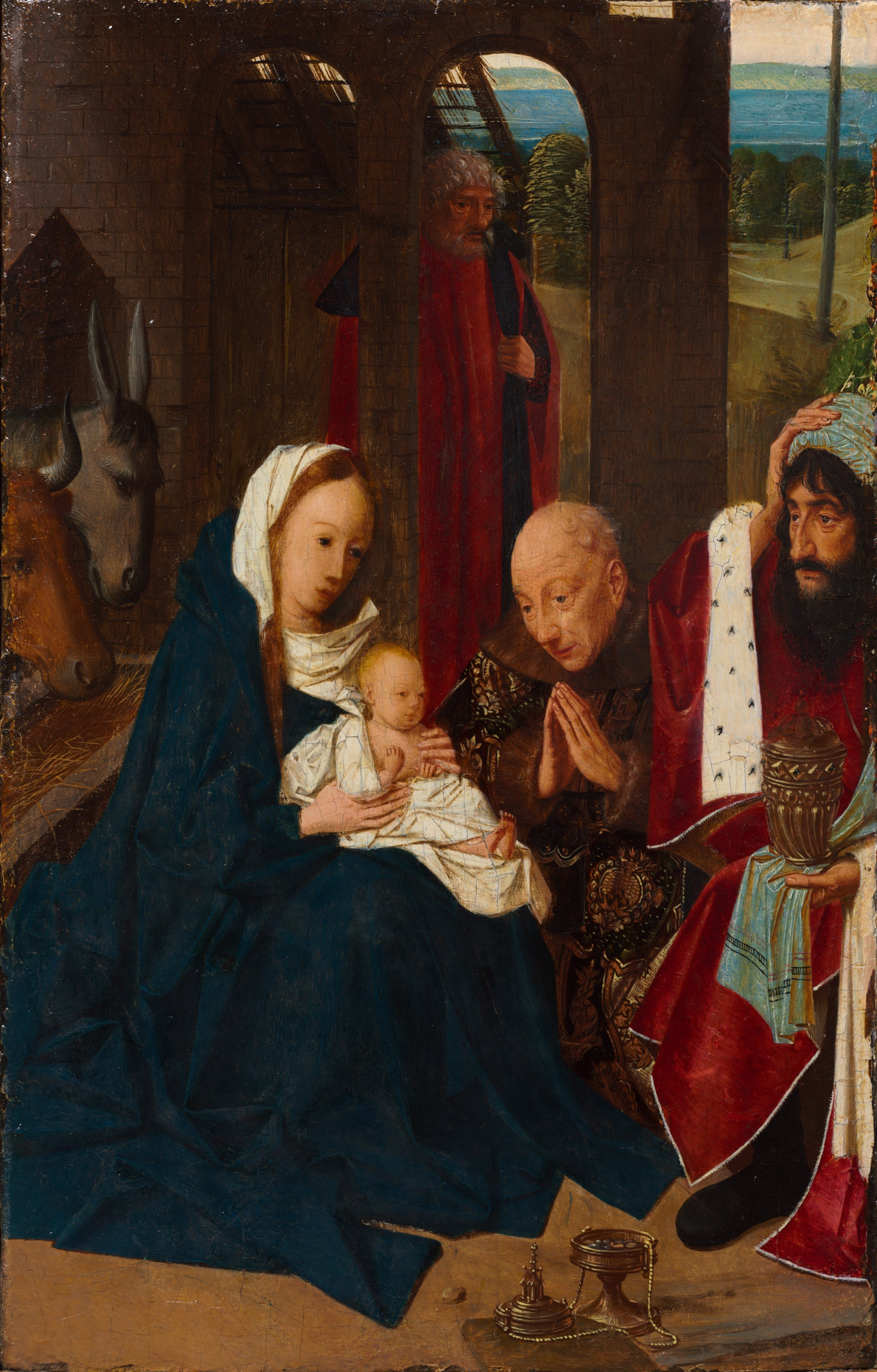
Klanění tří králů (kolem 1490), Cleveland Museum of Art
Glorifikace Panny Marie (1490), Museum Boijmans Van Beuningen, Rotterdam - Google Art Project
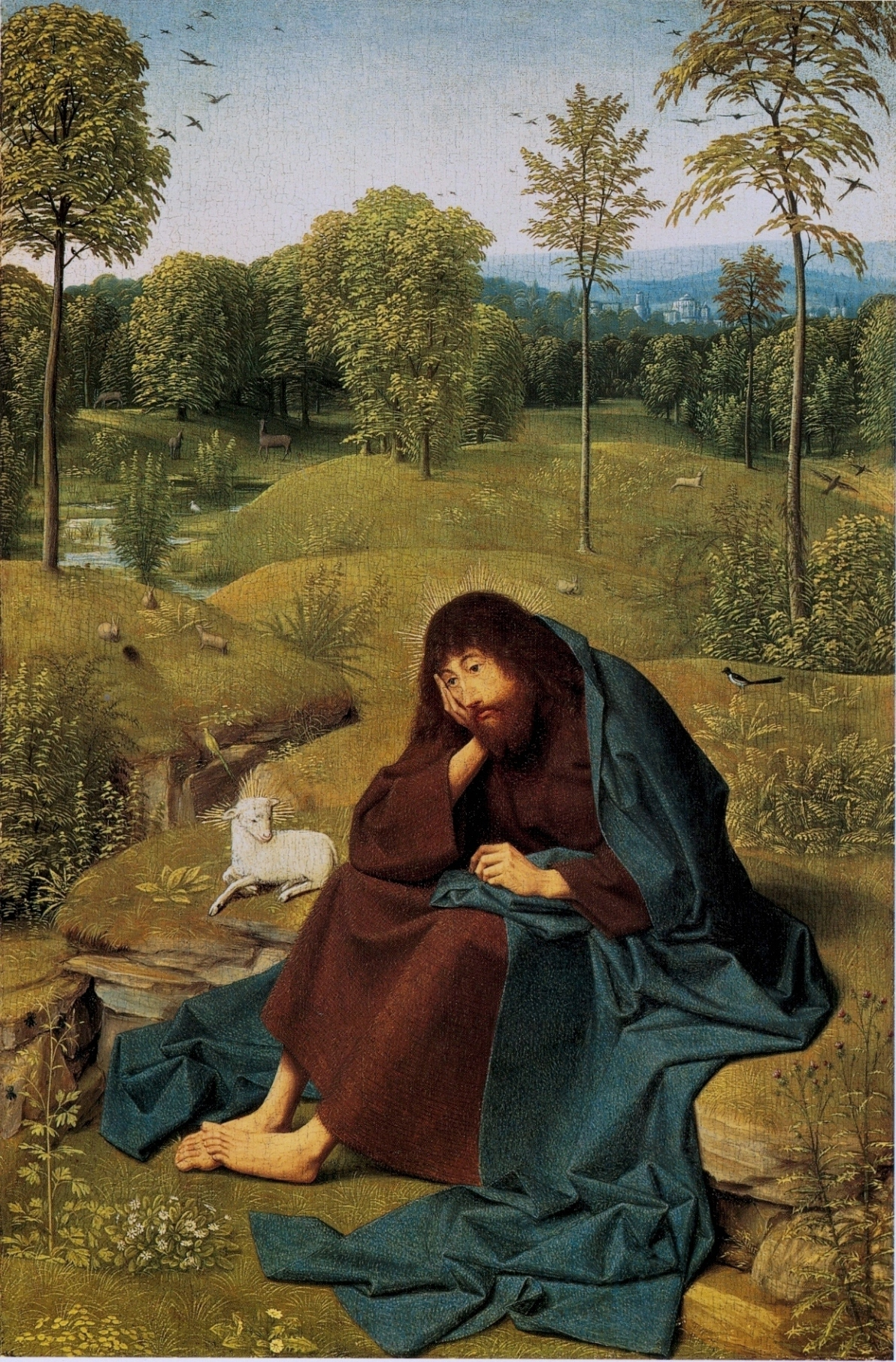
Jan Křtitel v pustině (1490), Gemäldegalerie Berlin
Bolestný Kristus (1485-1494), Museum Catharijneconvent, Utrecht
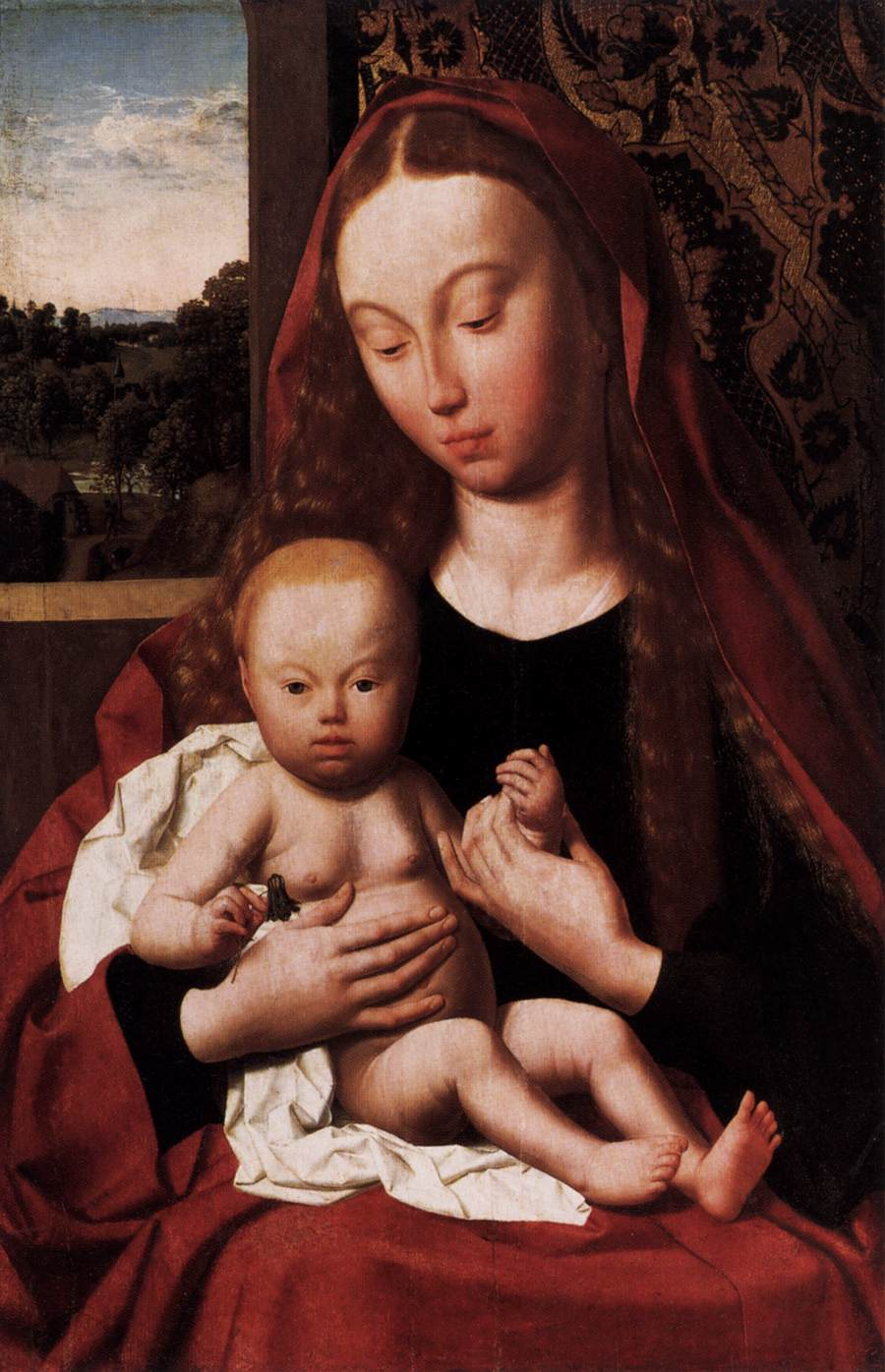
Madona s dítětem, Gemäldegalerie Berlin
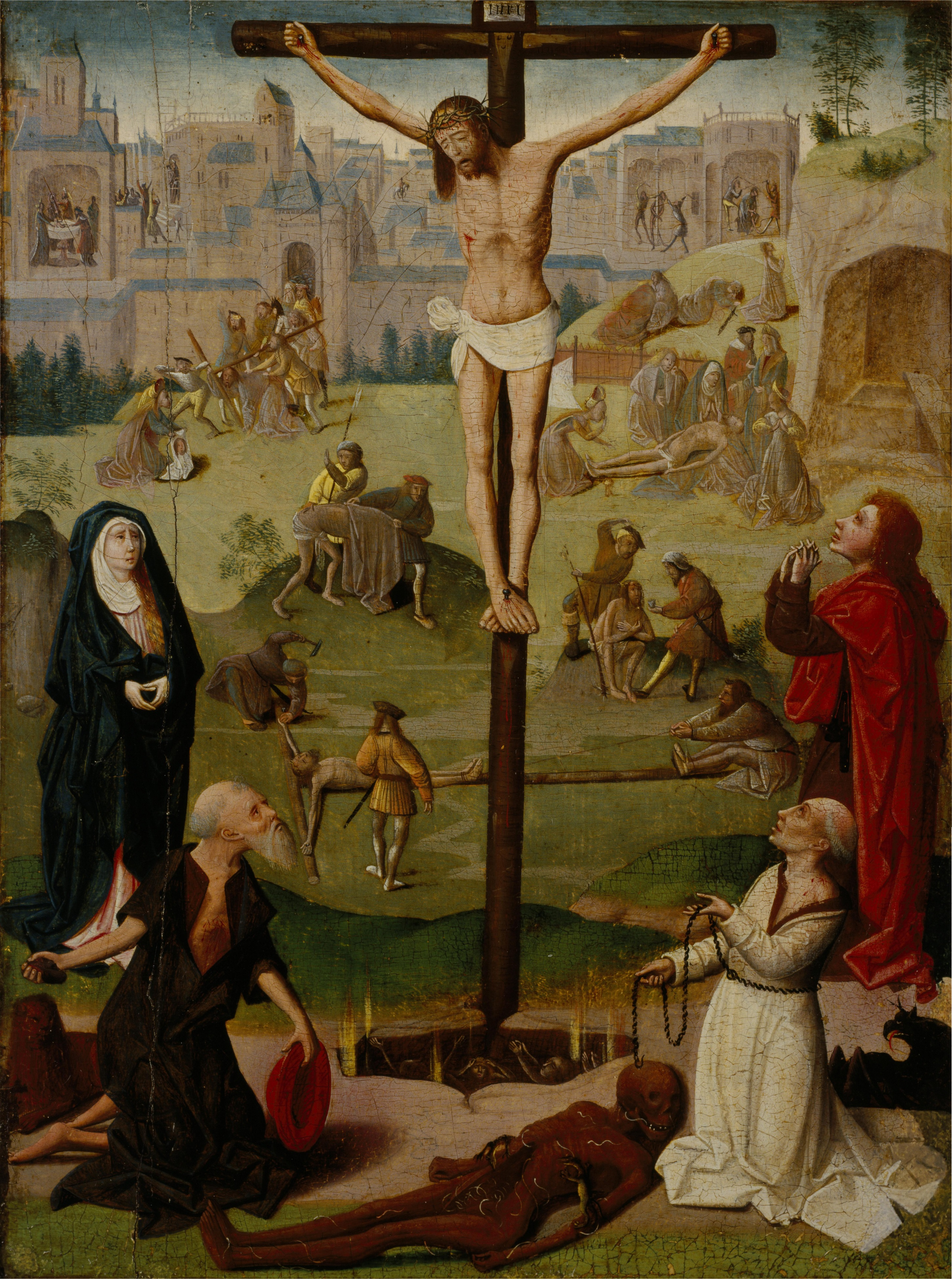
Ukřižování (okruh Geertena tot Sint Jans), Scottish National gallery, Edinburg
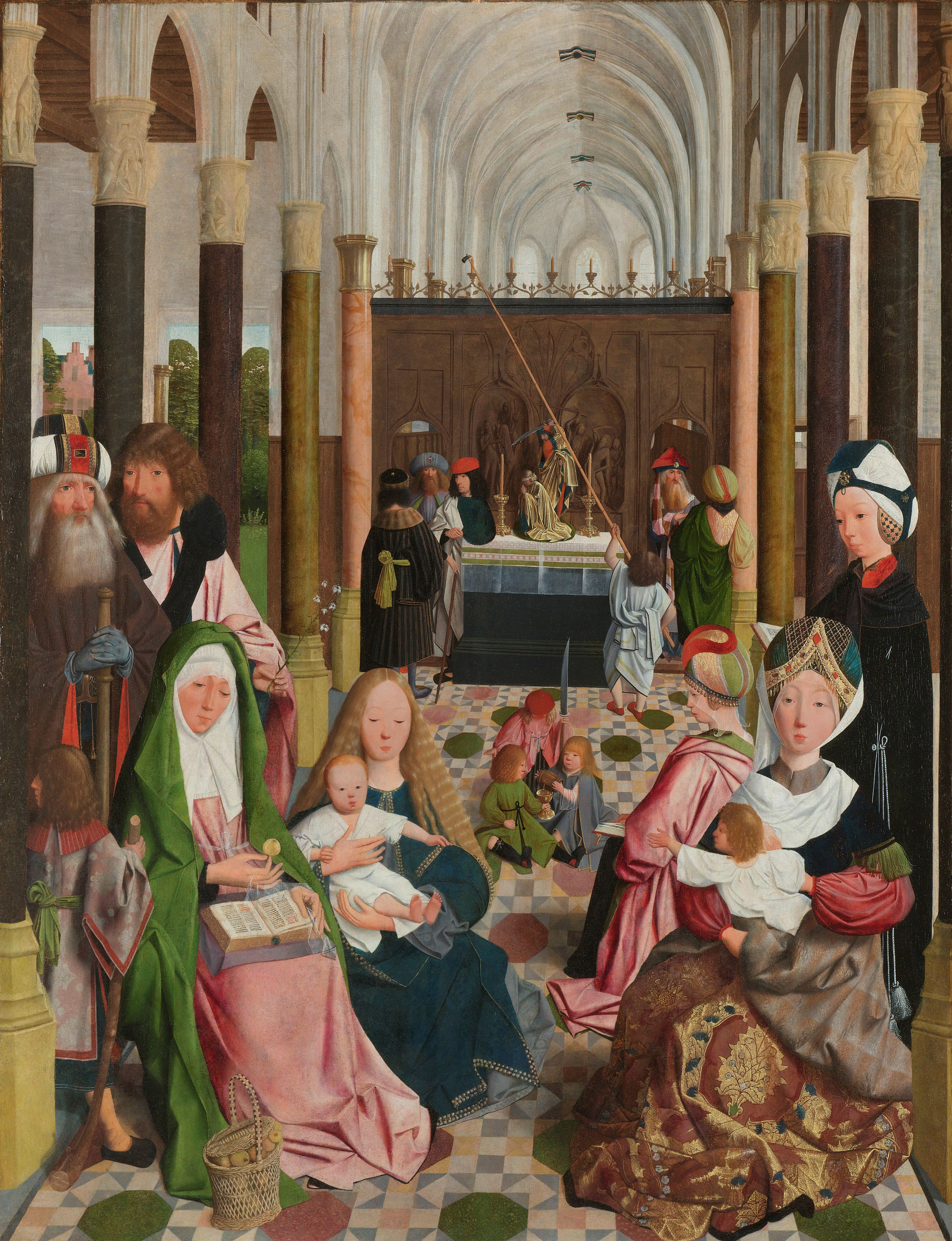
Příbuzenstvo Kristovo (dílenská práce kolem r. 1480), Rijksmuseum